# جيريمي كايل شو
ذا جيريمي كايل شو كان برنامجا حواريا بريطانيا تلفزيونيا قدمه جيريمي كايل وأنتجته شركة ITV Studios. عرض لأول مرة على قنوات ITV في 4 يوليو 2005، واستمر لسبعة عشر موسما حتى ألغي في 10 مايو 2019 بعد وفاة أحد المشاركين في الحلقة الأخيرة من البرنامج والتي لم تعرض قط. خلال أيام عرضه كان البرنامج الأكثر شعبية في جدول برامج قناة ITV خلال النهار، وكان يبث بانتظام في صباح أيام الأسبوع ويصل عدد مشاهديه إلى مليون مشاهد.  عرض البرنامج بديلا عن برنامج مماثل له يحمل اسم (تريشا جودارد شو)، بعد انتقال الأخير إلى القناة الخامسة البريطانية عام 2004. 
يعتمد البرنامج على المواجهات التي يحاول فيها الضيوف حل خلافاتهم مع الأشخاص المهمين في حياتهم، حيث ترتبط هذه المشكلات غالبًا بالعلاقات الأسرية والعلاقات العاطفية والعلاقات الجنسية والمخدرات والكحول، ومشاكل أخرى.
  يظهر إلى جانب كايل في البرنامج المعالج النفسي غراهام ستانير،  الذي يساعد الضيوف أثناء وبعد بث البرنامج، إلى جانب استخدام اختبار كشف الكذب لتحديد صحة ادعاءات الضيوف، على الرغم من تناقض نتائج البحث العلمي حول استخدام مثل هذا الجهاز لهذا الغرض.
أصبح برنامج جيريمي كايل مثيرًا للجدل ومعروفا بوضع الضيوف في مشاهد المواجهة، وغالبًا ما يعاقب جيريمي كايل (مقدم البرنامج) الضيوف الذين يشعر أنهم تصرفوا بطرق مشكوك فيها أخلاقيا أو بطريقة غير مسؤولة شفهيا، والتأكيد على أهمية القيم العائلية التقليدية، في حين كثيرا ما كان يُظهر ضيوف البرنامج مشاعر قوية مثل الغضب والضيق. على الرغم من اعتراضات ITV على أن الضيوف تعرضوا لسوء المعاملة في البرنامج وتم تضليلهم من قبل الباحثين،   وصف أحد القضاة البرنامج بأنه «طعم دببي» أثناء محاكمة الضيوف الذين اشتركوا في مشاجرة عنيفة خلال البرنامج. 
في 15 مايو 2019 ، ألغي البرنامج رسميًا بعد وفاة ضيف ظهر قبل أسبوع من موعد بث الحلقة المقرر، ولكن تلك الحلقة لم تبث مطلقا. 

## النسخة الأمريكية من البرنامج
في يناير 2010 ، أعلنت ITV عن اتفاقية لأخذ نسخة تجريبية من البرنامج إلى الولايات المتحدة في عام 2010 ، بالشراكة مع شركة Lions Gate Entertainment.
أثبتت النسخة نجاحها، وفي نوفمبر 2010، بيعت النسخة الأمريكية من البرنامج في 70٪ من سوق التلفزيون المحلي الأمريكي، قبل العرض الأول في 19 سبتمبر 2011. 
عرضت الحلقة الأولى من النسخة الأمريكية على قناة ITV في 28 يناير 2012.
في ديسمبر 2012 ألغيت النسخة الأمريكية من برنامج جيريمي كايل شو بسبب تصنيف البرنامج الذي كان أقل من المتوقع. 

## روابط خارجية
- جيريمي كايل شو على موقع IMDb (الإنجليزية)
- جيريمي كايل شو على موقع ميتاكريتيك (الإنجليزية)
- جيريمي كايل شو على موقع قاعدة بيانات الفيلم (الإنجليزية)

- The Jeremy Kyle Show  في قاعدة بيانات الأفلام على الإنترنت (بالإنجليزية)